# Islams profeter
Islams profeter er en række profeter, som bliver identificeret i Koranen. Muslimer tror, de er givet en speciel mission af Gud (arabisk: Allah) for at vejvise menneskeheden. I Koranen siges det, at profeter som Moses, Jesus og Muhammed er udnævnt til at sprede Allahs ord. Mange af dem findes også i jødedommens og kristendommens hellige skrifter.
Selvom kun 25 profeter er nævnt i Koranen, så siger en hadith (nr. 21257 i Musnad Ibn Hanbal) at der var 124.000 af dem gennem historien, og Koranen siger, at Gud har sendt en profet til hvert folkeslag. Generelt anser muslimer fortællingerne i Koranen som historiske.
Den første profet er Adam, og den sidste profet er Muhammed, derfor hans titel Profeternes Segl.
Traditionelt anses fem profeter som specielt vigtige i islam: Nuh (Noa), Ibrahim (Abraham), Musa (Moses), Isa (Jesus) og Muhammed.

## Profeterne
| - Adam - Idris (Enok) - Nuh (Noa) - Hud - Saleh | - Lut (Lot) - Ibrahim (Abraham) - Ismail (Ismael) - Ishaq (Isak) - Yaqub (Jakob) | - Yusuf (Josef) - Shoaib (Jetro) - Harun (Aron) - Musa (Moses) - Dawud (David) | - Sulaiman (Salomon) - Ayyub (Job) - Dhul-kifl (Ezekiel) - Yunus (Jonas) - Ilyas (Elias) | - al-Yasa (Elisa) - Zakariyya (Zakarias) - Yahya (Johannes) - Isa (Jesus) - Muhammed |